# Martin Forsberg
Oskar Martin Isidor Forsberg, född 9 december 1887 i Stora Malms församling, Södermanlands län, död 14 juni 1962 i Nässjö, var en svensk redaktör och socialdemokratisk politiker.
Forsberg var ledamot av riksdagens andra kammare från 1941, invald i valkretsen Jönköpings län.